# Süleymanobası, Yavuzeli
Süleymanobası là một xã thuộc huyện Yavuzeli, tỉnh Gaziantep, Thổ Nhĩ Kỳ. Dân số thời điểm năm 2011 là 1.409 người.